# Bactericera lyrata
Bactericera lyrata är en insektsart som beskrevs av Seljak, Malenovsk² och Lauterer 2008. Bactericera lyrata ingår i släktet Bactericera och familjen spetsbladloppor.
Artens utbredningsområde är Slovenien. Inga underarter finns listade i Catalogue of Life.